# Hotel Gilpatrick
El hotel Gilpatrick fue un hotel situado en 223 Third Street en Milwaukee, Wisconsin, Estados Unidos. Fue inaugurado en 1907 y fue operado por miembros de la familia Gilpatrick. El hotel fue el lugar del intento de asesinato de Theodore Roosevelt en 1912.
En 1941 el hotel fue demolido y en 1979 se erigió en su lugar el Hyatt Regency Milwaukee. En 1926 se colocó una placa conmemorativa del intento de asesinato en el frente del Gilpatrick; fue retirado, almacenado y posteriormente acoplado al nuevo hotel.

## Historia
El edificio fue construido en el estilo de la arquitectura neorománica. Originalmente estuvo ocupado por la Compañía Romadka Bros, fabricantes de baúles para equipaje. Utilizaban el edificio para albergar sus oficinas y eran una empresa muy conocida en Milwaukee.
Martin G. Gilpatrick fundó el hotel Milwaukee en 1907. El edificio tuvo que ser remodelado para poder crear habitaciones de hotel. El edificio estaba ubicado en 223 Third Street y en febrero de 1907, durante la construcción del hotel, cincuenta trabajadores abandonaron el trabajo. Los oficios calificados, incluidos carpinteros, albañiles y albañiles, comenzaron la huelga para protestar contra los electricistas y herreros no sindicalizados que llegaron para comenzar a trabajar en el sitio de construcción. Los trabajadores llegaron a un acuerdo y volvieron a trabajar después de una semana. Tras la remodelación y apertura como hotel, fue gestionado por George H. Byer. Se consideraba un hotel de lujo. En 1912, el salón de Herman Rollfink estaba justo enfrente del hotel en Third Street.
Martin Gilpatrick murió en 1918, y la propiedad pasó a Samuel y Rosaline Gilpatrick. El hotel cambió de dueño cuando Samuel murió el 3 de enero de 1924. El hotel fue arrendado por Irving Gilpatrick y el contrato de arrendamiento expiró en 1932. En 1921 funcionaba en el hotel Gilpatrick un restaurante húngaro llamado «Gross».
El último día de funcionamiento como hotel fue el 1 de abril de 1932. El derribo del edificio se aprobó a finales de diciembre de 1941, tras diez años sin utilizarse como hotel. El hotel estaba ubicado en Third y Kilbourn, que ahora es el sitio del Hyatt Regency Milwaukee. Los pisos superiores fueron arrasados pero en el primer piso había una taberna que permaneció abierta.

### Intento de asesinato

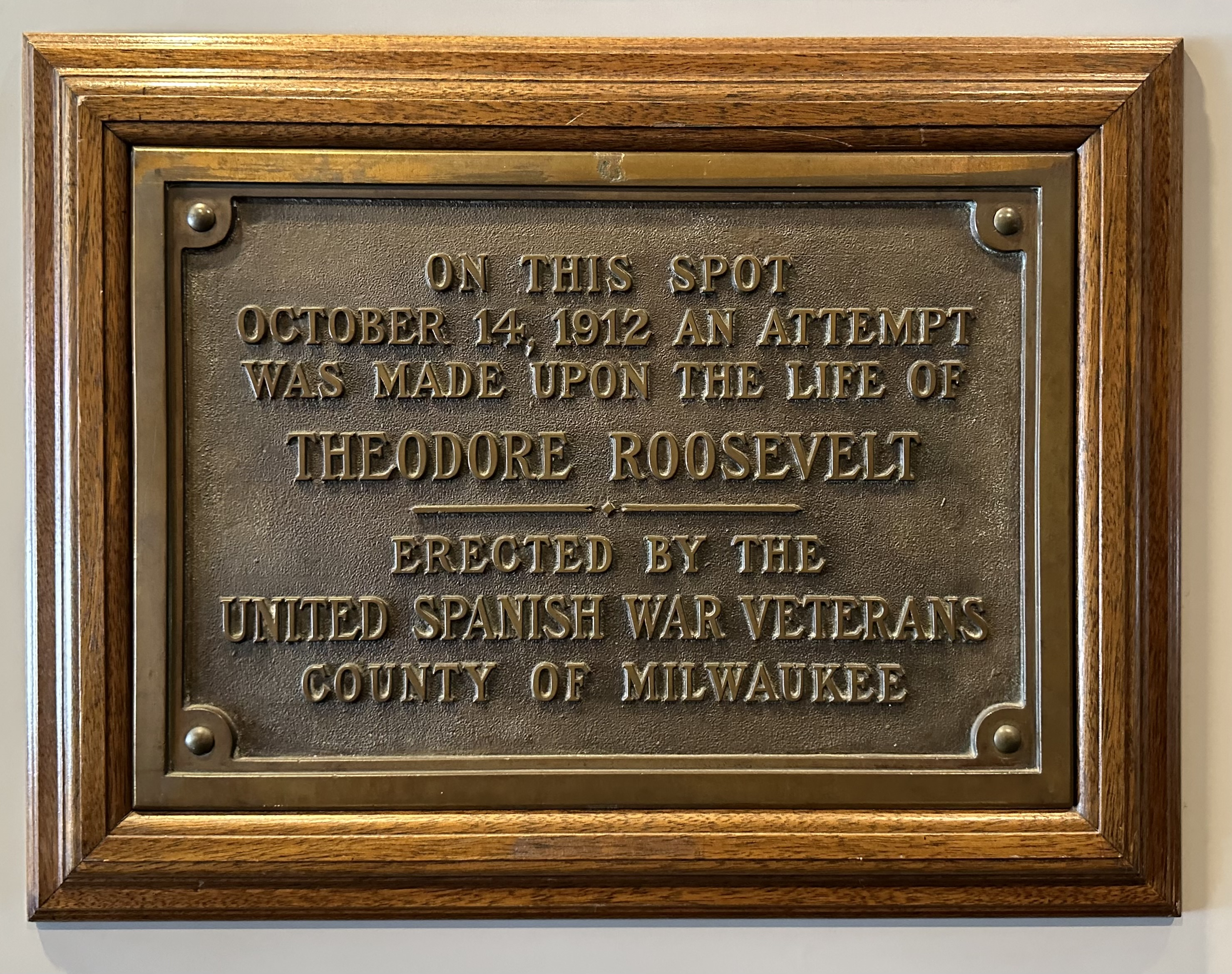
La placa de 1926 que conmemora el intento de asesinato de Theodore Roosevelt.

El 14 de octubre de 1912, el expresidente de los Estados Unidos Theodore Roosevelt fue a Milwaukee para hacer campaña para la reelección como presidente. Él y su séquito cenaron en el Gilpatrick porque el propietario, Gilpatrick, lo apoyaba. Después de cenar, Roosevelt subió a un descapotable justo delante del hotel. Mientras se levantaba para saludar a la multitud que se había reunido, un hombre llamado John Schrank intentó asesinarlo disparándole en el pecho. Roosevelt sobrevivió al intento y Schrank fue arrestado.
Se colocó una placa en el frente del Hotel Gilpatrick para conmemorar el evento. Fue agregada por los Veteranos Unidos de la Guerra Española del condado de Milwaukee en 1926. Después de que el edificio fue arrasado, la placa se guardó y almacenó. En 1979, la placa se colocó en el recién construido Hyatt Regency. El 14 de octubre de 2012, con motivo del centenario del intento de asesinato, la ciudad recreó el hecho. Tuvo lugar en la entrada este del Hyatt Regency, donde una vez estuvo el Gilpatrick. Los participantes vestían trajes de época, entre ellos varios recreadores policiales.

## Galería

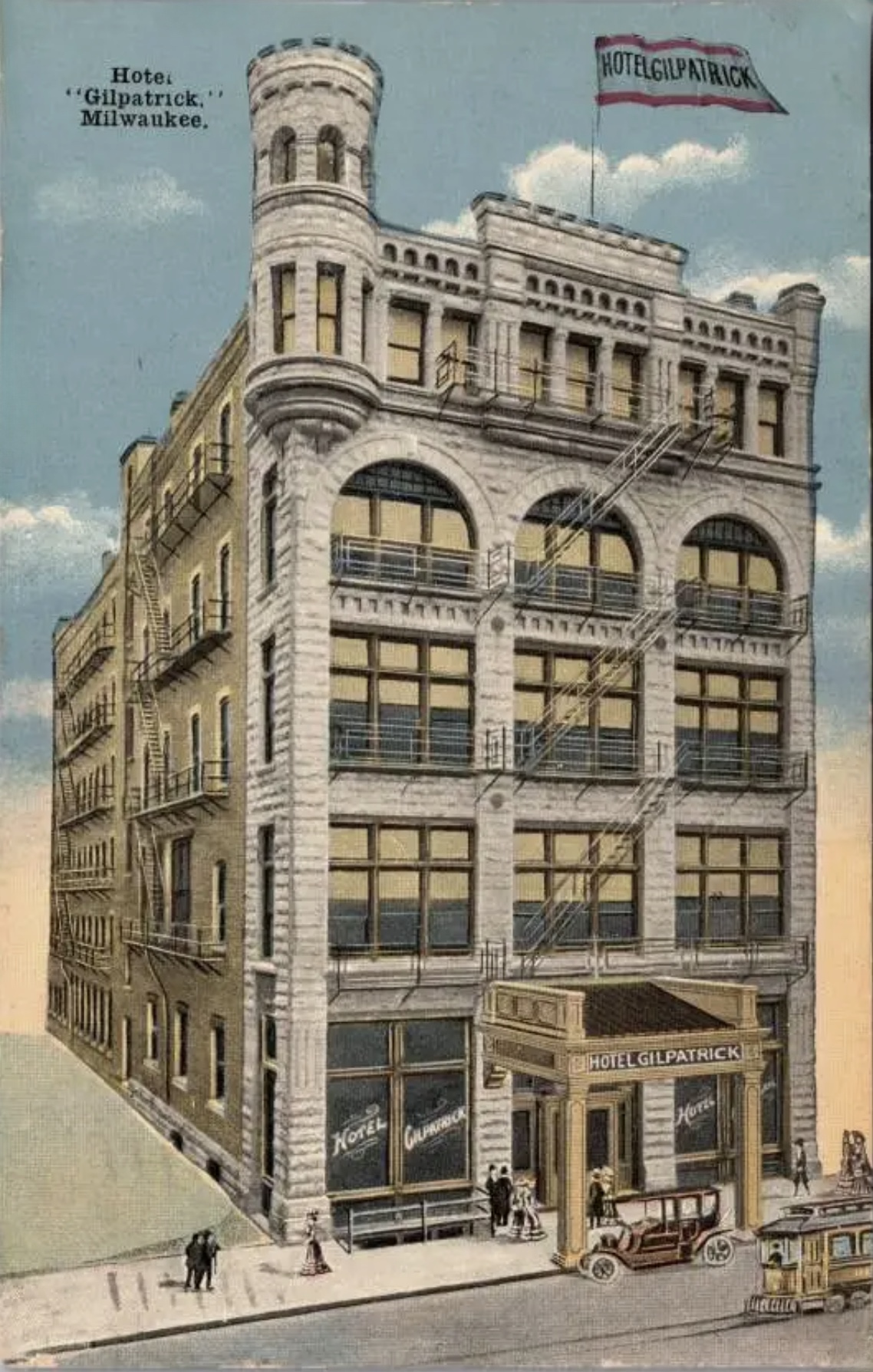
Postal del hotel Gilpatrick (1917).
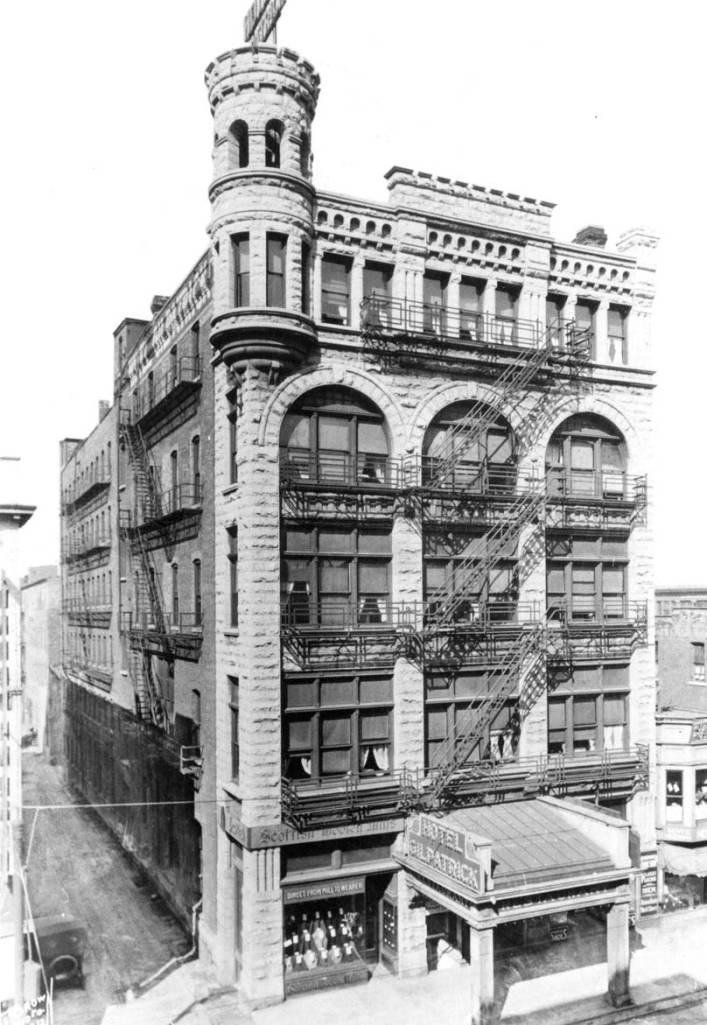
Imagen del hotel de 1926.
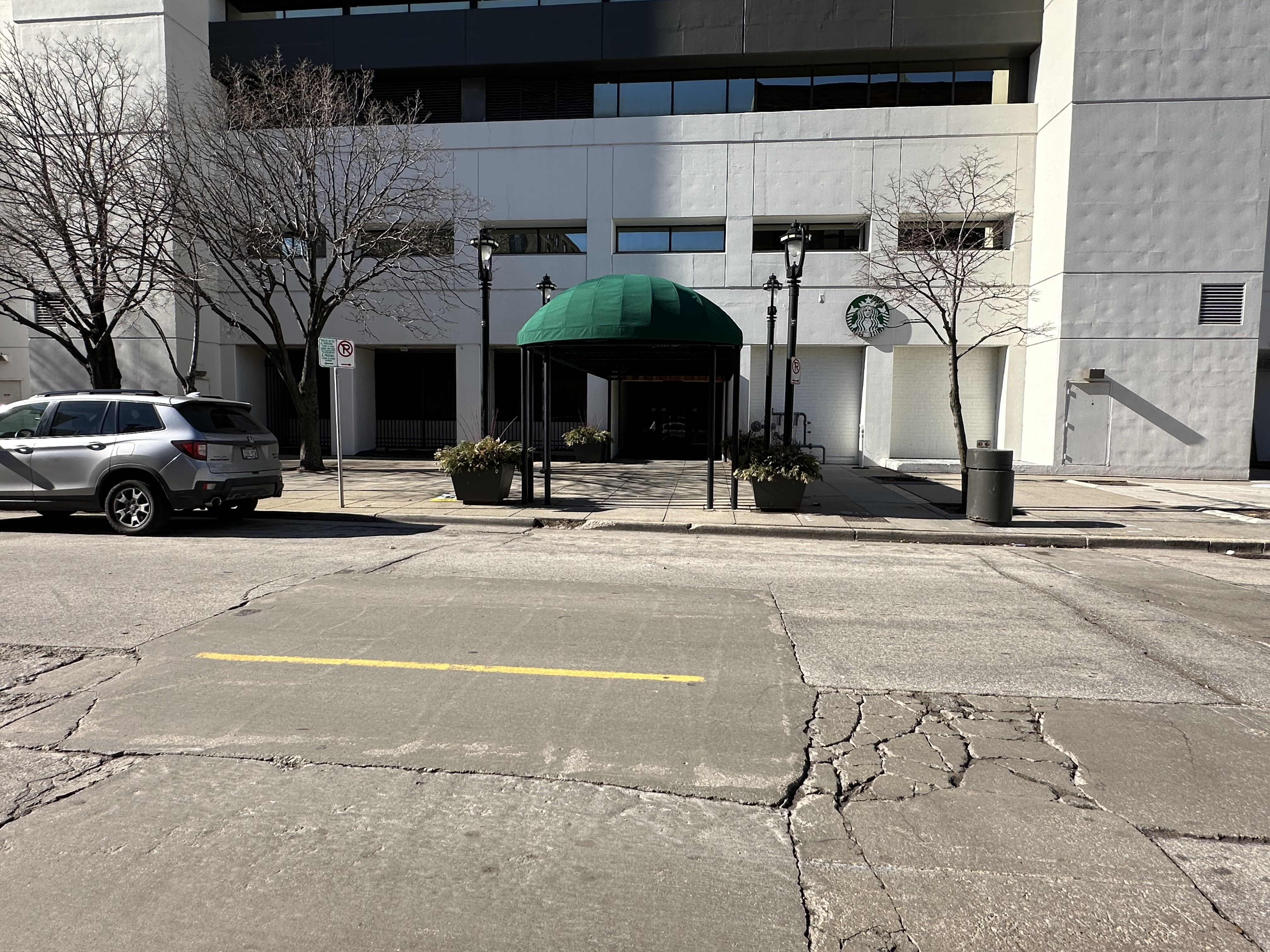
Vista de 2024 del lugar donde dispararon a Roosevelt.
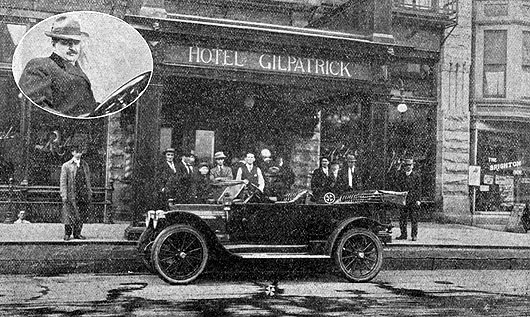
El automóvil en el que el expresidente Roosevelt se encontraba frente al Hotel Gilpatrick. Las cruces marcan el lugar donde se encontraban Roosevelt y Schrank.